# Anatolij Borcow
Anatolij Anisimowicz Borcow (ros. Анатолий Анисимович Борцов, ur. 8 grudnia 1923 we wsi Borcowy w guberni wiackiej, zm. 3 września 2003 we wsi Acwież obwodzie kirowskim) – radziecki żołnierz, sierżant gwardii, uczestnik wojny z Niemcami.

## Życiorys
Urodził się w rodzinie chłopskiej. Skończył 7 klas szkoły fabryczno-zawodowej, pracował w kołchozie, w lutym 1942 został powołany do Armii Czerwonej. Od sierpnia 1942 walczył na Froncie Kalinińskim, później Stalingradzkim, 3 Ukraińskim i 1 Białoruskim w batalionie łączności, 1 sierpnia 1944 sforsował Wisłę 45 km na południowy wschód od Warszawy. 1 lutego 1945 brał udział w walkach o Poznań, został wówczas ranny, po wyleczeniu uczestniczył w operacji berlińskiej. Wziął udział w Paradzie Zwycięstwa na Placu Czerwonym, w 1945 przyjęto go do WKP(b), w 1947 został zdemobilizowany, wrócił do rodzinnej wsi, pracował w rejonowym komitecie partyjnym i był przewodniczącym rady wiejskiej oraz przewodniczącym kołchozu.

## Odznaczenia
- Order Sławy I klasy (31 maja 1944)
- Order Sławy II klasy (19 września 1944)
- Order Sławy III klasy (23 kwietnia 1944)
- Order Wojny Ojczyźnianej I klasy (11 marca 1985)
- Order Czerwonego Sztandaru Pracy
- Order Czerwonej Gwiazdy (30 kwietnia 1945)
- Medal „Za Odwagę” (22 października 1943)
- Medal za Odrę, Nysę, Bałtyk (Polska Ludowa)

I inne.